# 許素葉
許素葉（1933年12月16日—2023年4月14日），臺灣政治人物，曾當選為澎湖縣第四、六、七、八、九、十、十一屆縣議員，並擔任第九屆議長。其後代表中國國民黨當選為第九、十屆臺灣省議員，凍省後以全國不分區當選為第四屆立法委員。
2001年底第五屆立法委員選舉被國民黨列為全國不分區第16名，原本黨內預估落於安全名單內（前一屆當選23席不分區）。但因該屆國民黨大敗，僅當選13席不分區，因而落選。。